# Сент-Джеймсский двор
Сент-Джеймсский двор (англ. Court of St. James's) — официальное название двора британских монархов. Название происходит от Сент-Джеймсского дворца, который с 1698 года официально является главным королевским дворцом Великобритании. С 1837 года фактически основным местом пребывания королей и королев является Букингемский дворец, а до этого короли предпочитали Сент-Джеймсскому Кенсингтонский дворец.